# Xian de Wuyuan (Jiangxi)
Pour les articles homonymes, voir Wuyuan.
Le xian de Wuyuan (婺源县 ; pinyin : Wùyuán Xiàn) est un district administratif de la province du Jiangxi en Chine. Il est placé sous la juridiction de la ville-préfecture de Shangrao. Il est situé à 4 kilomètres de village likeng.

## Démographie
La population du district était de 325 695 habitants en 1999. 

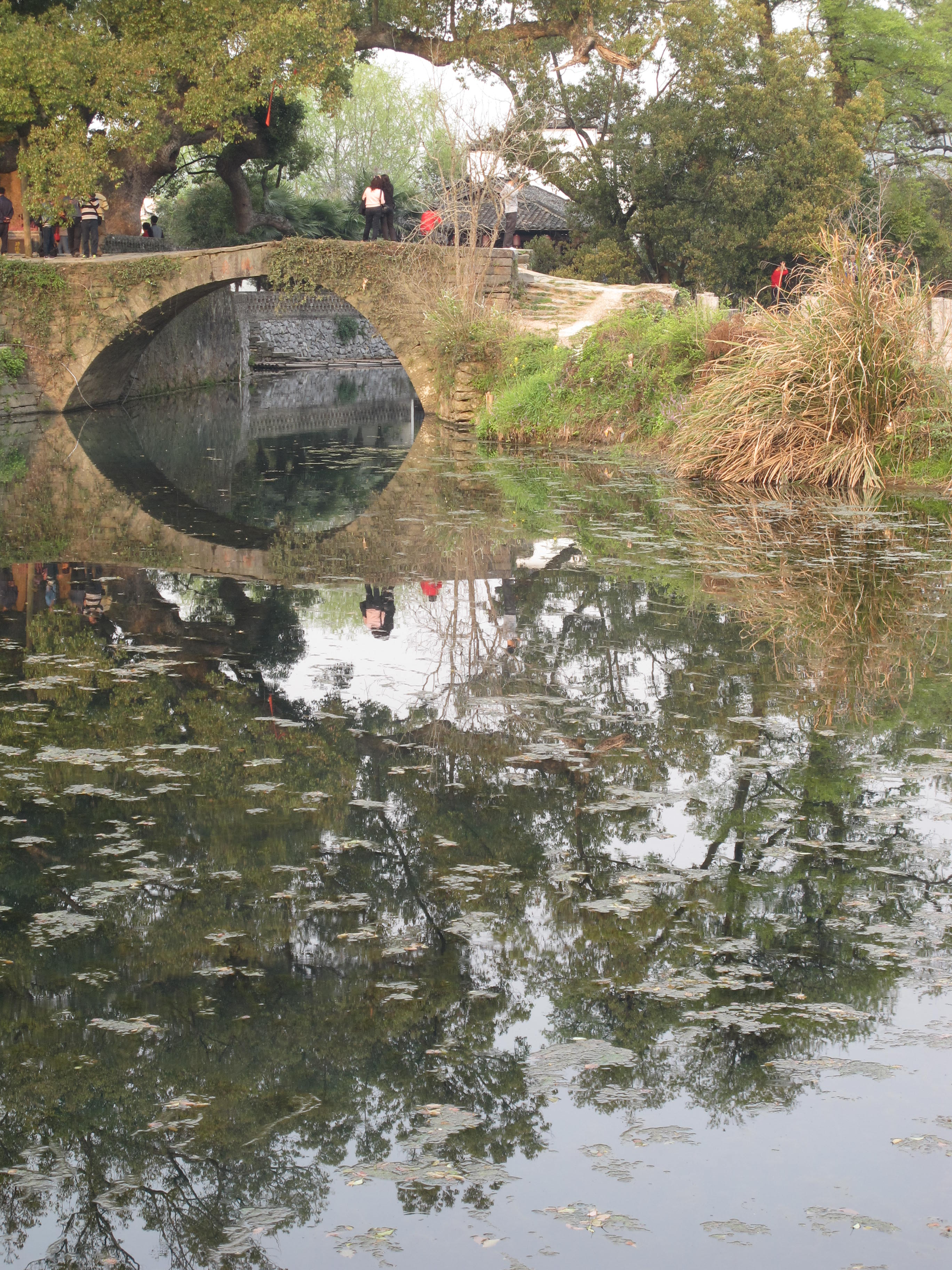

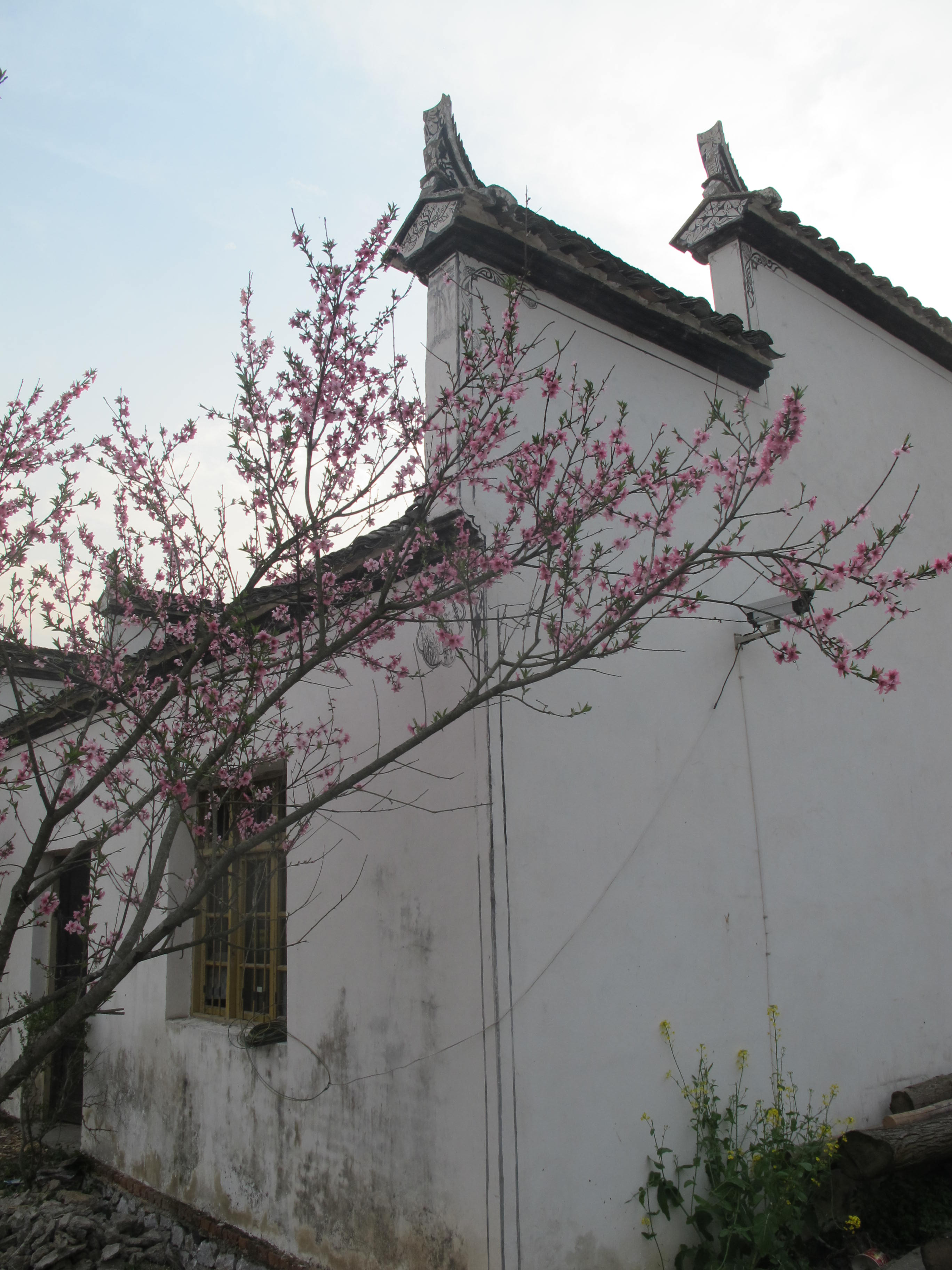